# Кристи, Евгений Александрович
Кристи Евгений Александрович  — советский и молдавский спортсмен и тренер. Мастер спорта СССР. Заслуженный тренер Молдавской ССР.

## Биография
Родился 1 июля 1947 года в селе Павловка (Ларга) Бричанского района МССР. Первые 6 классов проучился в Ларге. В 1961 году после смерти отца переехал в Кишинев к родному дяде. Среднее специальное образование Евгений Александрович получил в Кишиневском ремесленном училище № 2, в которое поступил в 1962 году.
Начал заниматься вольной борьбой в 1962 году в Обществе «Трудовые резервы» у заслуженного тренера МССР и основателя вольной борьбы РМ Александра Ивановича Хлистуна. Как и многие другие воспитанники ремесленных училищ Евгений считает Александра Ивановича Хлистуна своим вторым отцом. Поэтому он пошел по его стопам и стал профессиональным тренером.
В 1967 году Евгений Александрович окончил Молдавский Республиканский Техникум физической культуры города Кишинева, а в 1974 году заочно окончил Факультет физвоспитания Кишиневского педагогического института им. Иона Крянгэ.
Самый значительный успех в спортивной биографии пришел к нему в 1964 году, он стал бронзовым призёром Первенства СССР среди юношей по вольной борьбе в городе Актюбинске (Казахстан). Краткий итог выступлений борца Евгения Кристи:
- чемпионаты и первенства МССР — взрослые, молодежь и юноши — 1-е место — 8 раз (1963 — 1970 гг.)
- чемпионаты и первенства Центрального Совета ВДСО «Трудовые резервы» — 1-е место — 7 раз (1963 — 1970 гг.)

В 1967 году Евгению Кристи присвоено звание «Мастер спорта СССР» по вольной борьбе.
Уход из активного спорта в 1970 году (в связи с прогрессирующим ухудшением зрения).
Начало тренерской работы в 1968 году в спортивной школе борьбы Республиканского Совета ВДСО «Трудовые резервы».
Неоднократно возглавлял сборную команду Молдавии и Центрального Совета ВДСО «Трудовые резервы» по подготовке к всесоюзным и международным соревнованиям.
Команда, возглавляемая старшим тренером Кристи Евгением, на Всесоюзных молодёжных играх в 1977 году в городе Минске завоевала 2 золотые медали (Павел Гарановский и Александр Зубрилин), а также бронзовую медаль (Василий Караджия).
Сборная команда Молдавии «Трудовые резервы» дважды становилась победителем Всесоюзной Спортакиады ВДСО «Трудовые резервы».
За многолетнюю работу воспитал и участвовал в подготовке спортсменов высокого класса: Пётр Марта, Виктор Полевой, Леонид Стоцкий, Петр Щекин, Андрей Вакарук, Дмитрий Захаров, Владимир Карпинский, Виктор Карпинский и многие другие.
По сей день Евгений Александрович Кристи участвует в подготовке и проведении соревнований различного уровня по вольной борьбе в Республике Молдова.

## Награды
- Орден «Знак Почёта» (1986 год)
- Заслуженный работник физической культуры и спорта (2014)
- Заслуженный тренер МССР (1989) — за многолетнюю и плодотворную работу
- Почётный гражданин города Комрат[3]
- Почётный знак «За заслуги в развитии физической культуры, спорта и туризма» (27 марта 2017 года, Межпарламентская ассамблея СНГ) — за значительный вклад в развитие физической культуры, спорта и туризма в государствах — участниках Содружества Независимых Государств, реализацию идей сотрудничества в сфере физической культуры, спорта и туризма[4]